# Vulcanus (Schiff, 1910)
Das Tankschiff Vulcanus war eines der ersten seegängigen Dieselmotorschiffe der Welt.

## Geschichte
Die Vulcanus wurde von der Reederei Anglo-Saxon Petroleum Company, einer Tochtergesellschaft des Ölunternehmens Shell in Auftrag gegeben. Im Dezember 1910 wurde das Schiff in Betrieb genommen und diente als Küstentanker in Borneo und Singapur genutzt (laut anderen Quellen wurde das Schiff jedoch zwischen Rotterdam und Stockholm betrieben).
Der Antrieb des Tankers bestand aus einem umsteuerbaren Sechszylinder-Dieselmotor des Herstellers Werkspoor. Der Viertakt-Kreuzkopf-Motor besaß eine Bohrung von 400 mm, einen Hub von 600 mm und leistete bei 180/min etwa 330 kW (450 PS), die an einen Festpropeller übertragen wurden. Der Umsteuerungsmechanismus war nach einem Dyckhoff-Patent von 1899 und vom Werkspoor-Ingenieur Verloop verbessert worden. Im Vergleich mit dampfgetriebenen Schiffen derselben Größe verbrauchte die Vulcanus statt etwa elf Tonnen Kohle lediglich zwei Tonnen Öl und fuhr mit einer Besatzung von 16 statt 30 Mann.
Die Vulcanus war das erste seegehende Motorschiff, das vom Lloyd’s Register klassifiziert wurde.